# Aaron Gate
Aaron Gate (Auckland, 26 november 1990) is een Nieuw-Zeelands baan- en wegwielrenner. Anno 2025 rijdt hij bij XDS Astana Team.

## Biografie
Gate behaalde als lid van het Nieuw-Zeelands viertal goud in het baanonderdeel ploegenachtervolging, brons op het WK 2012. Enkele maanden later behoorde hij ook tot de selectie voor de Olympische spelen. Op de ploegenachtervolging kwam hij enkel in de eerste ronde in actie. Tijdens de kwalificaties en de bronzen finale bleef hij aan de kant. Nieuw-Zeeland behaalde uiteindelijk het brons. Zo mocht hij samen met Sam Bewley, Westley Gough, Marc Ryan en Jesse Sergent op het podium. Begin 2013 won hij voor Lasse Norman Hansen en Glenn O'Shea de wereldtitel omnium. Tien jaar later volgde een tweede wereldtitel. Ditmaal kroonde hij zich tot wereldkampioen puntenkoers.
Aaron Gate is ook actief op de weg. Op zijn palmares staan onder andere: twee nationale tijdrittittels en de eindoverwinning in de Ronde van Griekenland.

## Baanwielrennen

### Palmares
| Jaar     | N-ZK                                                | OK                                                          | WK                                              | OS                   | WB | Overig                                                                 |
| Junioren | Junioren                                            | Junioren                                                    | Junioren                                        | Junioren             | Junioren                                                                                                   | Junioren                                                               |
| -------- | --------------------------------------------------- | ----------------------------------------------------------- | ----------------------------------------------- | -------------------- | --- | ---------------------------------------------------------------------- |
| 2008     |                                                     |                                                             | ploegenachtervolging                            |                      | |                                                                        |
| Elite    |                                                     |                                                             |                                                 |                      | |                                                                        |
| 2009     |                                                     | ploegenachtervolging · ploegkoers                           |                                                 |                      | |                                                                        |
| 2010     | ploegkoers                                          | ploegenachtervolging · ploegkoers · omnium                  |                                                 |                      | Peking · ploegkenachtervolging · Melbourne: · ploegkoers                                                   |                                                                        |
| 2011     |                                                     | ploegenachtervolging · puntenkoers                          |                                                 |                      | Manchester: · ploegenachtervolging · Cali: · ploegenachtervolging                                          |                                                                        |
| 2012     |                                                     |                                                             | ploegenachtervolging                            | ploegenachtervolging | Londen: · ploegkoers                                                                                       |                                                                        |
| 2013     | achtervolging · puntenkoers · puntenkoers · scratch | ploegenachtervolging · omnium · ploegkoers                  | omnium                                          |                      | Manchester: · omnium                                                                                       | Grenchen: omnium Invercargill: omnium                                  |
| 2014     | achtervolging                                       | puntenkoers · ploegenachtervolging · omnium                 | ploegenachtervolging                            |                      | | Commonwealth Games: · ploegenachtervolging                             |
| 2015     | omnium                                              | ploegenachtervolging · puntenkoers · omnium                 |                                                 |                      | | Dublin: achtervolging en puntenkoers                                   |
| 2016     | scratch                                             | omnium · puntenkoers                                        |                                                 |                      | |                                                                        |
| 2017     |                                                     |                                                             | omnium                                          |                      | |                                                                        |
| 2018     |                                                     |                                                             |                                                 |                      | | Trofeu Litério Augusto Marques: puntenkoers                            |
| 2019     |                                                     |                                                             |                                                 |                      | Cambridge: · ploegkoers · Cambridge: · ploegkoers · ploegenachtervolging · Brisbane: · omnium · ploegkoers | GP Brno: omnium                                                        |
| 2020     | achtervolging · puntenkoers                         |                                                             | ploegenachtervolging · ploegkoers               |                      | |                                                                        |
| 2021     | achtervolging · omnium · ploegkoers                 |                                                             | omnium                                          |                      | |                                                                        |
| 2022     |                                                     | achtervolging · omnium · puntenkoers · scratch · ploegkoers | omnium                                          |                      | | Gemenebestspelen: · achtervolging · ploegenachtervolging · puntenkoers |
| 2023     |                                                     |                                                             | puntenkoers · ploegenachtervolging · ploegkoers |                      | Jakarta: · ploegenachtervolging · ploegkoers                                                               |                                                                        |

## Wegwielrennen

### Overwinningen
2012
5e etappe New Zealand Cycle Classic
2015
2e en 5e etappe An Post Rás
2016
6e etappe An Post Rás
2019
1e etappe New Zealand Cycle Classic
Eindklassement New Zealand Cycle Classic
1e etappe Belgrado-Banja Luka
2020
1e etappe New Zealand Cycle Classic
2021
Gravel and Tar
 Nieuw-Zeelands kampioen, tijdrijden
2022
 Oceanisch kampioenschap, tijdrijden
1e etappe Ronde van Griekenland
Eindklassement Ronde van Griekenland
Gemenebestspelen, wegwedstrijd
3e etappe Ronde van Luxemburg
2023
 Nieuw-Zeelands kampioen, tijdrijden
Proloog Ronde van Griekenland
2024
1e, 3e, 4e en 5e etappe New Zealand Cycle Classic
Eindklassement New Zealand Cycle Classic
 Nieuw-Zeelands kampioen op de weg
  Oceanisch kampioenschap, tijdrijden
Eindklassement Trans-Himalaya Cycling Race
3e en 4e etappe Ronde van Hainan
Eind- en puntenklassement Ronde van Hainan
2025
4e etappe Ronde van Hainan
2e etappe Boucles de la Mayenne
Eindklassement Boucles de la Mayenne

### Resultaten in voornaamste wedstrijden
| Jaar | Ronde van Italië | Ronde van Frankrijk | Ronde van Spanje |
| ---- | ---------------- | ------------------- | ---------------- |
| 2017 |                  |                     | 140e             |
| 2018 |                  |                     |                  |
| 2025 |                  |                     |                  |

| Jaar | Gent-Wevelgem | Amstel Gold Race | Luik-Bast.‑Luik | Waalse Pijl | Eschborn-Frankfurt |
| ---- | ------------- | ---------------- | --------------- | ----------- | ------------------ |
| 2017 |               |                  | 136e            | opgave      | 51e                |
| 2018 |               | opgave           | 128e            |             | 69e                |
| 2025 | 61e           |                  |                 |             |                    |

#### Resultaten in kleinere rondes
| Jaar | New Zealand Cycle Classic | Belgrado-Banja Luka | An Post Rás  | Ronde van Oostenrijk | Ronde van Griekenland |
| ---- | ------------------------- | ------------------- | ------------ | -------------------- | --------------------- |
| 2010 |                           |                     | 55e          |                      |                       |
| 2011 | 36e                       |                     | 6e           |                      |                       |
| 2012 | 7e (1 etappe)             |                     |              |                      |                       |
| 2013 |                           |                     |              |                      |                       |
| 2014 |                           |                     |              |                      |                       |
| 2015 |                           |                     | 5e (2 zeges) |                      |                       |
| 2016 |                           |                     | 6e (1 zege)  |                      |                       |
| 2017 |                           |                     |              |                      |                       |
| 2018 |                           |                     |              | 77e                  |                       |
| 2019 | 1e (1 etappe)             | 42e (1 etappe)      |              |                      |                       |
| 2020 | 2e (1 etappe)             |                     |              |                      |                       |
| 2021 | 3e                        |                     |              |                      |                       |
| 2022 |                           |                     |              |                      | 1e (1e etappe)        |
| 2023 |                           |                     |              |                      |                       |

## Ploegen
- 2013 –  An Post-Chainreaction
- 2014 –  An Post-Chainreaction
- 2015 –  An Post-Chainreaction
- 2016 –  An Post-Chainreaction
- 2017 –  Aqua Blue Sport
- 2018 –  Aqua Blue Sport
- 2019 –  EvoPro Racing
- 2020 –  Black Spoke Pro Cycling Academy
- 2021 –  Black Spoke Pro Cycling Academy
- 2022 –  Bolton Equities Black Spoke Pro Cycling
- 2023 –  Bolton Equities Black Spoke
- 2024 –  Burgos-BH
- 2025 –  XDS Astana Team

Archbold · Bennett · Downey · Eeckhout · Franssen · Frend · Gate · Ghyllebert · McLaughlin · McNally · O'Shea · Van Vooren · Vanden Bak · Vereecken · Vermote · Wilson · Wytinck
Archbold · Christie · Claeys · Doull · Downey · Dunne · Franssen · Frend · Gate · R.-J. McCarthy · McNally · Mullen · O'Shea · Traksel · Vanden Bak · Wilson · McCarth (stagiair)
Downey · Dunne · Edmondson · Gate · Kruopis · Maes · McCarthy · Meurisse · Mullen · Šiškevičius · Slater · Stannus · Vandenbogaerde · Wilson
Bennett · Bovenhuis · Gate · Spark · McConvey · Montgomery · Scott · Shaw · Stannus · Stewart · Vereecken · Wastyn · Watson · Wilson · Fyffe (stagiair) · McKenna (stagiair)
Blythe · Brammeier · Christian · Denifl · Dunne · Fenn · Gate · Hansen · Howard · Irvine · Koning · Kreder · Nordhaug · Pearson · Warbasse · Watson
Archbold · Blythe · Brammeier · Christian · Denifl · Dunbar · Dunne · Fenn · Gate · Hansen · Koning · Kreder · Pearson · Pedersen · Warbasse · Watson
Batt · Bostock · Burnett · Christensen · Currie · Fitzsimons · Fouché · Gate · Gough · Jackson · Jones · Kench · Mudgway · O'Donnell · Oram · Scott · Sexton · Stewart · Townsend · Wright · Gardner (stagiair) · Hornblow (stagiair) · Vercouillie (stagiair)
Alleno · Álvarez · Angulo · Aparicio · Bol · Bouglas · Chumil · Delgado · Díaz · Ezquerra · Fagundez · Fernandez · Franco · Fuentes · Gate · Jackson · Langellotti · Mora · Okamika · Pelegrí · Sainbayar · Vacek · Bennassar (stagiair) · Cabedo (stagiair) · Rey (stagiair)
- Library of Congress Control Number: no2014087664
- Virtual International Authority File: 310520978
- WorldCat: E39PBJfMg4bFd3H4gvJKPjmjmd